# На двох планетах
«На двох планетах» (нім. Auf zwei Planeten) — науково-фантастичний роман німецького письменника Курда Лассвіца, вперше опублікований в 1897 році в двох томах.
У романі розповідається про прибуття на Землю доброзичливих марсіан і зумовлені цим зміни в людському суспільстві, що виявляються не завжди позитивними.

## Сюжет
Троє німецьких вчених, Гуго Торм, Грунте і Йозеф Зальтер, вирушають на повітряній кулі до Північного полюса. Майже досягнувши мети, аеронавти помічають внизу дивної форми будівлю на острові, що є величезною моделлю Північної півкулі планети. Куля згодом стає некерованою і піднімається вище, ніж це можливо зазвичай. Далі з'ясовується, що куля потрапила під дію антигравітаційного («абаричного» в термінології роману) поля, створеного між будівлею на землі і кільцевою Станцією, розташованою на навколоземній орбіті точно над північним полюсом на висоті радіуса Землі (6356 км). Помітивши вторгнення людей ззовні, господарі станції відключають поле, і вчені потрапляють у полон.
З'ясовується, що вже близько півстоліття тому (тобто в 1850-ті роки) на Землю прилетіли марсіани, які називають себе нуме. Станцією керує Фру, також там живе його дочка Ла, інші марсіани та група ескімосів, узятих для вивчення земних мов.
Зовні і біологічно марсіани майже не відрізняються від людей, однак володіють більш розвиненим інтелектом і емоціями. Через сильнішу гравітацію Землі їм важко пересуватися й працювати самостійно; їхні очі набагато більші, ніж у людей. На рідній планеті марсіани створили ідеальну державу — Сполучені Штати Марса, колись засновані одним з марсіанських народів Південної півкулі, саме ця нація взяла на себе функцію перетворення пустель, побудувавши колосальну систему каналів. Товариство марсіан — втілена утопія. Людей обслуговують численні автомати, не існує проблеми голоду — створена синтетична їжа. Також марсіани вже дуже давно не вели воєн, а розріджена атмосфера сприяла розвитку астрономії, що зумовило досягнення в математиці. Вони освоїли технологію екранування від гравітації, на чому засновані їхні літальні апарати. Також їм доступні засоби для перехоплення надсвітлових сигналів, завдяки чому марсіани вміють зазирати в недалеке майбутнє. Марсіанська мова складається з коротких одно-двоскладових слів, а далекі повідомлення передаються світлом. Місія марсіан на Землі — надати благотворну дію на хід людської історії, і підняти земних людей до свого рівня розвитку.
Марсіани на станції доповідають про полонених на рідну планету й отримують наказ спостерігати за людьми. Аеронавти розповідають про деталі життя на Землі. Ла закохується в Зальтера, але вона не може довго жити в умовах Землі. Марсіани пропонують аеронавтам стати представниками Сполучених Штатів Марса, але вони відмовляються, не бажаючи приймати рішення без відома решти людей. Згодом марсіанський літальний апарат помічає британське судно і між ними стається перестрілка. На Марсі приймають рішення про неможливість миру з землянами, дехто навіть відмовляються визнати людей розумними істотами, коли дізнаються про постійні війни на Землі. Марсіани спершу постановляють, що миротворче вторгнення обійдеться їм надто великими жертвами, тому накладають на Землю щорічну данину енергією вартістю 500 млрд німецьких марок.
Британія відхиляє ультиматум і починає війну проти марсіанських колоністів, відправляючи до полюса морський флот. Але зброя інопланетян легко розплавляє броню кораблів. З Марса прилітає все більше воєнних апаратів, Земні нації тим часом починають світову імперіалістичну війну за переділ колоній Британії. В результаті марсіанам доводиться оголосити Землю своїм протекторатом. Їхні літальні апарати роззброюють армії та викрадають лідерів держав, щоб примусити визнати верховенство Марса. Характерно, що до останнього чинила опір Росія, яка склала зброю тільки після руйнування Кронштадта і Москви. Земля платить данину енергією, яка добувається з сонячного випромінювання, вдвічі інтенсивнішого порівняно з Марсом, і киснем, якого бракує в розрідженій марсіанській атмосфері. Гуго повертається до Німеччини, але не наважується розповісти про свої пригоди дружині. Зальтер одружується з Ла.
Марсіани насаджують свою культуру, технології, харчі, але й самі запозичують земний авторитаризм, нехтування менш розвиненими технологічно народами. Земна культура розглядається лише засобом стимулювання до праці на благо марсіан. Вони примушують землян до щеплень і носіння міток, які вказують на «безпечність». Загальний рівень життя при тому зростає, зникає голод і безробіття. В той же час у звільнених від земного колоніалізму країнах починаються сепаратистські рухи та антимарсіанські бунти. Швидко поширюється гасло таємного товариства Ліги Людства «Марсіанська культура без марсіан».
Ліга Людства відтворює гравітаційні технології марсіан і навіть вдосконалює, щоб приховано створити в США власні літальні апарати. Повітряний бій завершується нічиєю, Ліга погрожує збити станцію марсіан над полюсом, якщо ті не здадуться чи покинуть Землю. Оскільки марсіани вже стали надто залежні від поставок ресурсів з Землі, вони змушені погодитися на мир. Але без фахівців станція над полюсом загрожує впасти.
Коли марсіани покидають Землю, викриваються їхні плани викорінити людське населення та припинити обертання планети, щоб отримувати ще більше енергії з її денного боку. Дехто вважає це чутками чи дезінформацією. Зальтер і Ла отримують новини, що станція стабілізована і може виконувати далі функцію місця дипломатичних зустрічей.

## Літературні особливості
Курд Лассвіц, хоча і був філологом за освітою, жваво цікавився новітніми астрономічними відкриттями. Його опис Марса стоїть ближче до гіпотез Джованні Скіапареллі, ніж до гіпотез Персіваля Ловелла, іншими словами, планета — квітучий будинок стародавньої цивілізації, а не вмираючий світ, що потребує «життєвого простору». Книга Лассвіца вийшла у світ майже одночасно з «Війною світів» Герберта Уеллса, і тому не отримала популярності в світі: так, англійський переклад був опублікований тільки в 1971 році. Він був скорочений на 40 % порівняно з оригіналом
Російський переклад С. Парнок і Б. Горнунга (скорочений) був вперше опублікований у 1925 році, вже після виходу в світ «Аеліти» А. Толстого і барсумских романів Е. Берроуза.
У Німеччині роман залишається популярним донині, і навіть послужив джерелом натхнення для Вернера фон Брауна і Вальтера Гомана. Існує версія, що ідеї роману сильно вплинули на творчість Хьюго Гернсбека, а через нього — і на весь фантастичний жанр.
Єдиний в світі повний переклад вийшов українською мовою у львівському видавництві «Мендорлі» в 2016 році. Автор перекладу — Святослав Зубченко.

## Українські переклади
- Курд Ласвіц. На двох планетах. Переклад з німецької: Святослав Зубченко. Львів: Мендор І. І., 2016. — 592 с. — ISBN 978-966-97552-1-6